# Đất phèn hoạt động
Đất phèn hoạt động là một đơn vị đất thuộc nhóm đất phèn. Đất phèn hoạt động được hình thành sau khi đất phèn tiềm tàng diễn ra quá trình oxy hóa

## Phẫu diện
Khi đất phèn tiềm tàng bị oxy hóa để trở thành đất phèn hoạt động thì hình thái đất bị biến đổi đầu tiên với sự hiện diện của tinh khoáng jarosit (KFe3(SO4)2(OH)6) màu vàng rơm (2.5Y8/6 - theo bảng so màu đất Munsell). Đây là khoáng có màu đặc trưng dùng để chẩn đoán tầng phèn và là một trong những tiêu chuẩn được dùng để phân loại đất phèn hoạt động. Thông thường, các khoáng này tập trung ở những khe nứt, ống rễ thực vật bị phân hủy và có thể phân bố tập trung hoặc phân tán đều tùy theo điều kiện oxy xâm nhập vào trong đất. Ngoài ra, có thể có những khoáng hydroxide sắt (III) (Fe(OH)3) màu nâu trong những tế khổng đất. Khi đất phèn hoạt động trải qua một thời gian khá dài, các khoáng geothit (FeO.OH) màu vàng hoặc nâu và khoáng heamatit (Fe2O3) màu đỏ hiện diện trong đất thông qua tiến trình thủy phân; phần lớn các khoáng này thường thì nằm bên trên các khoáng jarosit nhưng cũng có thể nhìn thấy chúng xuất hiện cùng với tầng sulfuric. Các khoáng geothit màu nâu – vàng đậm có thể tạo thành những hạt kết von nhỏ khá cứng nằm dọc theo ống rễ thực vật đã bị phân hủy.

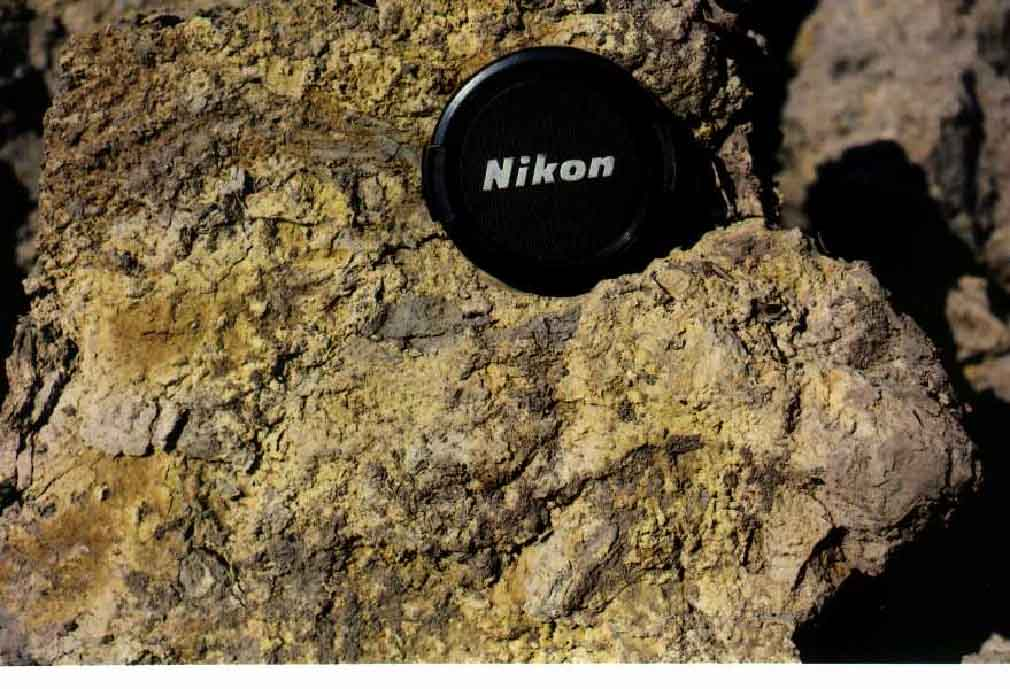
Khoáng Jarosit (KFe_{3}(SO_{4})_{2}(OH)_{6}) trong tầng sulfuric của đất phèn ở Đồng bằng Sông Cửu Long, Việt Nam

Khi đất đã bị oxy hóa thì nó bắt đầu phát triển, ngoại trừ bị ngập nước trở lại, là cùng lúc đất bắt đầu hình thành cấu trúc. Qua quan sát hình thái, cấu trúc yếu đã hình thành ở ngay tầng mặt và tầng phèn; sau khi phát triển một thời gian cùng với độ dày tầng đất được thoáng khí thì cấu trúc cũng phát triển theo, và lúc này một cấu trúc trung bình có thể được quan sát ngay tại thực địa. Qua nhiều phẫu diện đất phèn ở vùng châu thổ sông Mekong cho thấy phần lớn có cấu trúc lăng trụ hoặc cấu trúc khối. Tuy nhiên, ở tầng phèn thì các cấu trúc này thường bị phá vỡ do sự hình thành jarosit để hình thành những kết cấu đất có cấu trúc nhỏ. Đặc tính này thường thấy ở những đất phèn hoạt động phát triển khá.

## Thành phần khoáng vật
Khoáng vật luôn luôn hiện diện trong đất phèn hoạt động là khoáng jarosit, đây là sản phẩm của tiến trình oxy hóa từ vật liệu sinh phèn (pyrit). Một số hợp chất và tinh khoáng khác thường hiện diện trong đất phèn hoạt động như là hydroxide sắt III (Fe(OH)3), geothit (FeO.OH), heamatit (Fe2O3), sulfat nhôm (Al2(SO4)3). Ngoài ra, tại một số vùng có thể có sự hiện diện của một ít thạch cao (CaSO4.2H2O) nhưng không nhiều và không dễ dàng nhận ra sự hiện diện của chúng.
Mật độ và sự phân tán các tinh khoáng jarosit có thể tập trung hoặc phân tán dọc theo ống rễ (do rễ cây đã chết phân hủy tạo thành) hoặc kẻ nứt trong đất. Với một độ dày xuất hiện và mật độ của jarosit mà có thể hình thành tầng phèn trong đất.

## Tính chất
Khi khoáng pyrit trong đất phèn tiềm tàng bị oxy hóa hoàn toàn để hình thành khoáng jarosit ở đất phèn hoạt động thì cứ 1 mol FeS2 khi bị oxy hóa sẽ sản sinh ra 4 mol ion H+. Do có sự gia tăng nồng độ H+ nhiều như thế nên có sự gia tăng độ chua trong đất. Môi trường đất lúc bấy giờ có pH khá thấp, thông thường pH = 3,5. Tuy nhiên, ở một vài nơi có điều kiện rửa phèn khá tốt, có thể có giá trị pH cao hơn (pH = 3,7 hoặc 3,9).
Trong môi trường đất có giá trị pH < 3,5, phần lớn các ion Fe3+ và Al3+ trong hợp chất hydroxide Fe và Al đều bị hòa tan và dễ dàng gây độc cho cây trồng lẫn nguồn thủy sản. Một khi giá trị pH được nâng lên khoảng bằng 4 thì sắt (Fe) bị cố định và độc chất quan trọng nhất trong môi trường này chủ yếu là do nhôm (Al) hòa tan. Có lẽ vì thế mà người nông dân lo ngại phèn lạnh (do Al) hơn là phèn nóng (do Fe) vì sử dụng nước và vôi để rửa phèn và nâng pH vượt qua khỏi giá trị 5 trong đất phèn hoạt động nặng là công việc không dễ dàng trong một khoảng thời gian ngắn.
Các độc chất trong đất phèn hoạt động chủ yếu là hợp chất chứa sắt (Fe), nhôm (Al) và sulfat (SO42-). Tuy nhiên, không phải bất cứ lúc nào tất cả các hợp chất này đều gây độc cho thực vật và thủy sinh vật trên vùng đất phèn mà nó tùy thuộc vào môi trường đất vốn thay đổi theo mùa hoặc do bởi những yếu tố tác động khác.